# Pietro de Silvestri
Pietro de Silvestri (Rovigo, 13 de fevereiro de 1803 - Roma, 19 de novembro de 1875) foi um cardeal italiano do século XIX.

## Biografia
Nasceu em Rovigo em 13 de fevereiro de 1803. De família nobre. Filho do conde Carlo De Silvestri (1766-1833), podestá de Rovigo (1817-1820), e da condessa Antonia Dottori Sanson, de Pádua. Ele também está listado como Silvestri, Pietro de.
Estudou letras e filosofia no Seminário Diocesano de Rovigo; e depois frequentou a Universidade de Pádua na Universidade de Pádua, onde obteve o doutorado in utroque iure , direito canônico e civil.
Ordenado (sem mais informações encontradas). Ele lecionou estudos bíblicos, hermenêutica, hebraico e exegese no Seminário de Rovigo enquanto servia na igreja paroquial de Ss. Francesco e Giustina após sua graduação. Nomeado auditor da Sagrada Rota Romana, em 28 de novembro de 1835, a pedido do tribunal austríaco; prestou juramento em 20 de junho de 1836; seu pró-reitor, em 14 de novembro de 1851; seu reitor, 26 de abril de 1853-1858. Regente da Sagrada Penitenciária Apostólica, 1852-1858. Membro eleito da Accademia di Religione Cattolicaem 1853. Consultor da Suprema SC da Inquisição, 2 de maio de 1853 a 1858. Consultor da SC dos Ritos. Superior do piedoso estabelecimento da Alemanha em Roma. Vigário do capítulo da basílica patriarcal de Latrão. Membro do SC para a Reconstrução da basílica de S. Paolo fuori le mura. Juiz do tribunal da Fábrica da basílica de São Pedro.
Criado cardeal diácono no consistório de 15 de março de 1858; recebeu chapéu vermelho e a diaconia de Ss. Cosma e Damiano, 18 de março de 1858. Nomeado protetor das nações austríacas pelo imperador Francisco José I em 17 de outubro de 1858; ocupou o cargo até 1867. Em 21 de setembro de 1858, transferiu a biblioteca da família, composta por cerca de 40.000 volumes, para o Município de Rovigo e a Accademia dei Concordi . De 8 de outubro de 1860 a 1867, presidiu a Comissão de Subsídios e Previdência Social. Optou pela ordem dos cardeais presbíteros e pelo título de S. Marco, em 27 de setembro de 1861. Participou do Concílio Vaticano I, 1869-1870. Camerlengo do Sacro Colégio dos Cardeais, 21 de março de 1870 até agosto de 1871. Era dono da mansão de Petrarca em Arqua.
Morreu em Roma em 19 de novembro de 1875, às 16h30. O cônego Pietro Taileti, seu secretário, recusou-se a ser o executor de seu testamento. Exposto em seu título, onde a missa fúnebre foi celebrada em 24 de novembro por Giovanni Felice Jacovazzi, bispo titular de Eritre, sufragâneo de Palestrina; e sepultado, provisoriamente, no cemitério Campo Verano, em Roma. Em testamento, deixou a pinacoteca da família ao Seminário de Rovigo. Seu corpo foi trasladado de trem para Rovigo e sepultado no jazigo da família naquela cidade em 21 de janeiro de 1876 